# Douro Vinhateiro
Il Douro Vinhateiro, o Região Demarcada do Douro (in italiano Regione Protetta del Duero) è una storica regione vinicola situata nella Valle del Douro, nel nord del Portogallo, conosciuta per la produzione del vino di Porto e di altri vini pregiati. La valle si estende lungo il fiume Douro, che attraversa il Paese da est a ovest, tra la città di Porto e il confine con la Spagna. La zona è caratterizzata da un paesaggio montuoso e terrazze scavate lungo le ripide colline, che sono state modellate per la coltivazione della vite da secoli.

## Storia
La regione del Douro Vinhateiro ha una lunga storia di produzione vinicola, che risale almeno al periodo romano. Tuttavia, fu nel XVIII secolo che il vino di Porto, un vino fortificato tipico di questa zona, guadagnò una notorietà internazionale. Nel 1756, il governo portoghese istituì la Companhia Geral da Agricultura das Vinhas do Alto Douro, che regolamentava la produzione e il commercio del vino di Porto, ponendo le basi per la protezione della denominazione d’origine della zona.
Nel 2001, la Douro Vinhateiro è stata inserita nella lista dei patrimoni dell'umanità dall'UNESCO per la sua cultura vinicola tradizionale e il suo paesaggio unico.

## Geografia e Territorio
Il Douro Vinhateiro si trova nel cuore della Valle del Douro, che si estende da Porto a Vila Real e oltre, fino al confine spagnolo. Il fiume Douro gioca un ruolo fondamentale nel paesaggio, con le sue acque che solcano la valle e creano ripide pendenze sulle quali si coltivano le viti. La regione è divisa in diverse sottozone, ciascuna con caratteristiche uniche che influenzano la produzione vinicola.
Le colline terrazzate che costeggiano il fiume sono una delle caratteristiche più distintive della regione, con i vigneti che si arrampicano sulle montagne in piccole parcelle protette dai venti e dai cambiamenti di temperatura.

## Produzione Vinicola
La produzione vinicola del Douro è famosa in tutto il mondo, in particolare per il vino di Porto, ma anche per i vini DOC (Denominação de Origem Controlada) secchi e rossi, che hanno guadagnato popolarità negli ultimi decenni. Il terreno roccioso, le pendenze ripide e il clima caldo e secco della regione creano un ambiente ideale per le varietà di uva locali come la Touriga Nacional, la Tinta Roriz e la Tinta Barroca.
La regione è anche famosa per la pratica delle vinificazioni in piccole botti di legno, un metodo che contribuisce al carattere unico dei suoi vini.

## Turismo e Cultura
Oltre alla sua produzione vinicola, la Douro Vinhateiro è una destinazione turistica sempre più popolare. I visitatori possono esplorare le tradizionali cantine vinicole, partecipare a degustazioni e godere di panorami mozzafiato lungo il fiume Douro. Le escursioni in barca sul fiume, così come le passeggiate tra i vigneti, sono tra le esperienze più apprezzate.
Le città e i villaggi della regione, come Peso da Régua e Pinhão, offrono anche numerosi attrazioni culturali, tra cui chiese storiche, musei del vino e meravigliosi punti panoramici. Inoltre, l'architettura tradizionale e le storiche quintas (fattorie vinicole) raccontano la lunga storia della viticoltura in questa regione.

## Riconoscimenti
Nel 2001, Una parte di questa regione è stata classificata come patrimonio mondiale dell'UNESCO, sotto la denominazione Regione vinicola dell'Alto Duero, in riconoscimento dell'importanza storica e culturale della zona e per il suo paesaggio agricolo tradizionale.

## Vini e Cantine
Le cantine della regione offrono una varietà di vini, dal classico Vinho do Porto al Vinho do Douro, passando per una vasta gamma di varietà locali. Le principali cantine includono aziende storiche come Taylor's, Graham's, Sandeman, e Quinta do Noval, che producono vini di alta qualità che sono esportati in tutto il mondo.